# San Giorgio libera la principessa (Donatello)
Il rilievo di San Giorgio libera la principessa (variamente indicato anche come San Giorgio e il Drago o San Giorgio e la Principessa) è un'opera di Donatello su marmo apuano (129x39 cm) proveniente dalla base della nicchia dell'Arte dei Corazzai e Spadai di Orsanmichele ed oggi conservata nel Museo del Bargello (all'esterno di Orsanmichele ora si trova una copia). Risale al 1416-1417 e fa da completamento alla statua del San Giorgio contenuta nella nicchia.
L'opera è di grande importanza perché rappresenta sia il più antico esempio conosciuto di stile "stiacciato", sia il più antico uso della prospettiva lineare centrica in un'opera d'arte.

## Storia

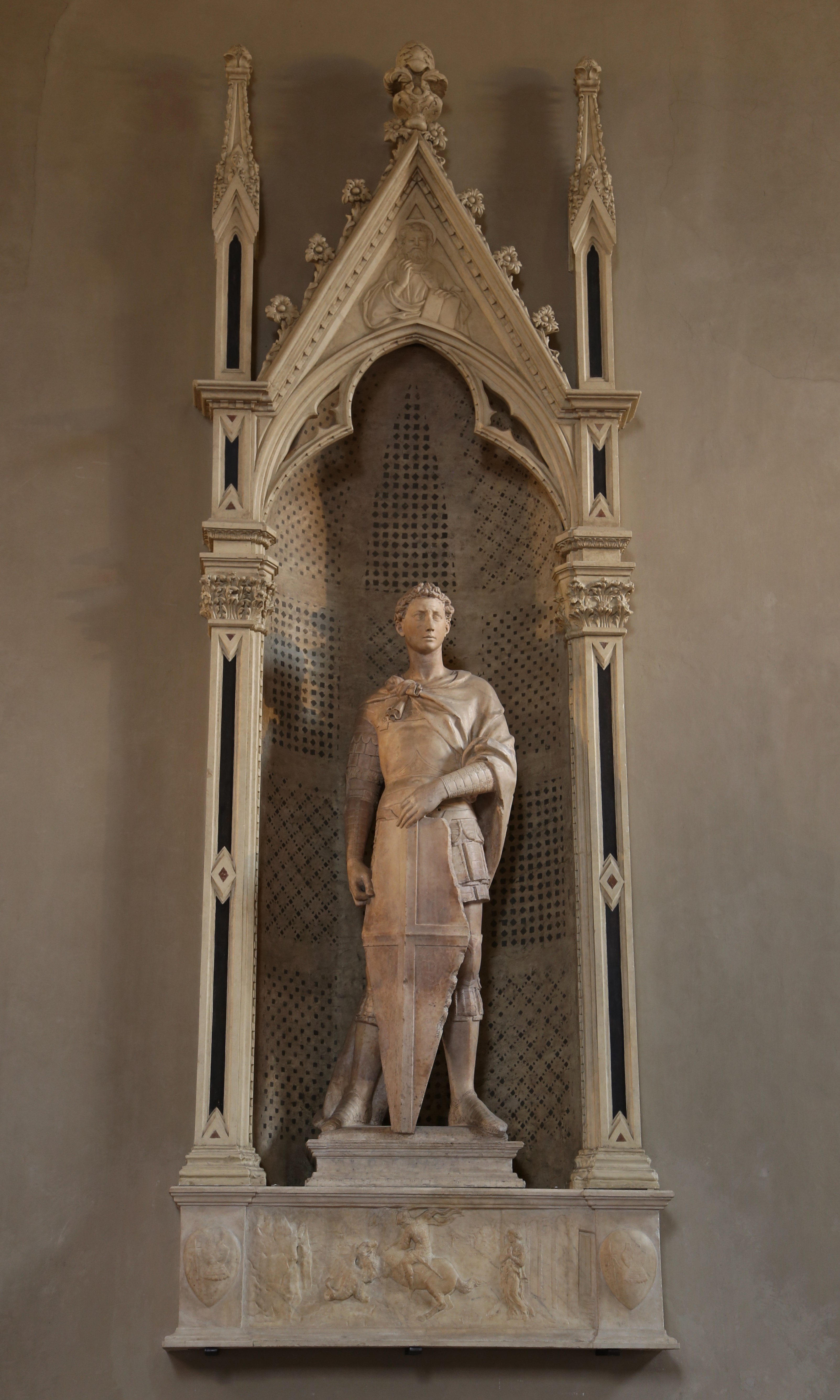
Il San Giorgio

San Giorgio era un santo guerriero, per questo era stato scelto come patrono dell'Arte dei Corazzai e Spadai, cioè dai fabbricanti di armi. Un documento datato febbraio 1417 ricorda l'acquisto di un blocco di marmo per lo zoccolo del tabernacolo, probabilmente iniziato a essere scolpito poco dopo. La formella di San Giorgio che uccide il drago alla presenza della principessa godette subito di notevole fama, oscurata solo dalla statua del San Giorgio soprastante. L'opera è infatti considerata come una delle più antiche rappresentazioni di prospettiva centrale a punto unico di fuga, secondo la tecnica messa a punto da Brunelleschi in quegli anni.
Nel corso del XIX secolo la nicchia restò vuota per lo spostamento del San Giorgio in una più riparata nicchia sul lato sud, vuota del 1628. Nel 1891 poi l'opera venne musealizzata nel Bargello e sostituita all'esterno da una copia, inspiegabilmente bronzea anziché marmorea. Solo nel 1976 il gruppo della statua e del pannello della base venne riunito nel museo, quando venne anche approntata la copia esterna.

## Descrizione e stile
Il San Giorgio che libera la principessa è anche il più antico esempio conosciuto di bassorilievo nel rivoluzionario stile "stiacciato", dove cioè la minima profondità scultorea non impedisce la creazione di uno spazio illusorio e idealmente illimitato tramite variazioni di spessore di pochi millimetri, più simile a una pittura che a una scultura.
La costruzione secondo il punto di fuga centrale (visibile unendo le linee orizzontali del portico a destra e della base della grotta del drago a sinistra) centra l'attenzione dell'osservatore sulla figura di San Giorgio, che a cavallo di un destriero sta affondando la lancia nel petto del mostro, mentre a destra la soave principessa sta pregando con aspettativa un po' retorica per la sua vittoria. Molto incisiva è la costruzione dell'azione, composta secondo una serie di linee incrociate (il drago, il cavallo, la lancia, il corpo di san Giorgio) che ben drammatizzano lo scontro di volontà dei due antagonisti.
La scena presenta quell'essenzialità tipica dello stile rinascimentale, con i personaggi ridotti ai soli protagonisti e coerentemente collocati nello spazio, in modo da rendere immediatamente leggibile il nodo narrativo dello scontro, evidenziato anche dalle linee convergenti e dalle variazioni di chiaroscuro.
Se le linee del mantello, l'armatura preziosa del santo e il profilo delle ali aperte del drago sono particolari derivati dal gusto tardo gotico, nuova è la concezione dello spazio, che sembra espandersi oltre la cornice del bassorilievo, pur se alcuni sicuri punti di riferimento ne permettono una definizione perfetta. Se per Brunelleschi però la prospettiva era un metodo per organizzare "a posteriori" la spazialità, Donatello qui la usa per evidenziare il centro dell'azione, come se fossero le figure stesse a generare lo spazio.